# Zapadno jezero
Zapadno jezero (kineski: 西湖; pinyin: Xī Hú) je slavno slatkovodno jezero koje se nalazi u središtu povijesnog kineskog grada Hangzhoua, glavnog grada istočne kineske pokrajine Zhejiang .
Iako više jezera na svijetu ima isto ime, Zapadno jezero u Hangzhouu je najslavnije, i to ne samo po slikovitom krajoliku nego i vezama s mnogim učenjacima, nacionalnim herojima i mučenicima revolucije; dakle sa svim aspektima kineske kulture. Nadalje, moge stare građevine, špilje i urezane stele značajne umjetničke vtrijednosti, koje se nalaze u njegovom krajoliku, čine ga jednim od najvrijednijih nacionalnih blaga Kine.
God. 2011., Zapadno jezero je upisano na UNESCO-ov popis mjesta svjetske baštine u Aziji i Oceaniji jer "idealiziran spoj prirode i ljudskog djelovanja" i "stoljećima je utjecalo na razvoj vrtne arhitekture u ostatku Kine, Koreji i Japanu".

## Povijest
Prema legendi, biser je pao na zemlju, zbog čega su se Feniks i zmaj posvađali, i u pokušaju da ga iskopaju napravili Zapadno jezero. Zapravo, jezero je nastalo kao zaljev, sada tri kilometra udaljene rijeke Qiantang, u 8. stoljeću. Nedugo potom, za vrijeme dinastije Tang, jezero je nasipima i iskapanjem pijeska dovedeno u prosječnu dubinu od 1,5 metara. Dva nasipa, koja su ga podijelila na tri dijela, su nazvana po pjesnicima (Su Dongpou iz dinastije Song i Bai Juyiju iz dinastije Tang).

## Odlike
Jezero ima površinu od 6,5 km², prosječnu dubinu od oko 2,27 m i zapreminu od oko 14.290.000 m³. Okruženo ej s tri brda i podijeljeno je prolazima Gu Shan, Bai, Su i Yanggong, na pet područja: Vanjsko zapadno jezero (外西湖), Unutarnje zapadno jezero (西里湖, ili 后西湖, ili 后湖), Sjeverno unutarnje jezero (北里湖 ili 里西湖), Malo južno jezero (小南湖 ili 南湖) i Yue jezero (岳湖). Vanjsko zapadno jezero je najveće i u njemu se nalaze najveći prirodni otok Brdo Gu (Gu Shan) i tri mala umjetna otoku njegovom središtu: Xiao Ying Zhou (小瀛洲, tj. "Mali oceanski otok"), Hu Xin Ting (湖心亭) i Ruan Gong Dun (阮公墩). Stoga njegov plan ima "jedno brdo, dva prolaza, tri otoka i 5 jezera".
Južno od Malog oceanskog otoka nalaze se tri kamene pagode na štulama u vodi pod imenom Santan Yinyue (三潭印月, "Tri ribnjaka koji odražavaju mjesec").
Tradicionalno, na Zapadnom jezeru se razlikuje "10 slikovitih područja" (西湖十景), kako su opisani u kaligrafiji cara Qianlonga iz dinastije Qing:
1. Proljetna zora na nasipu Su (苏堤 春晓 / 苏堤 春晓)
2. Grmuša koja pjeva u vrbama (柳浪闻莺 / 柳浪闻莺)
3. Razmišljanje riba u cvjetnom ribnjaku (花港观鱼 / 花港观鱼)
4. Lotus u povjetarcu na zakrivljenom dvorištu (曲 苑 风荷 / 曲 苑 风荷)
5. Večernja zvona na brdu Nanping (南屏 晚钟 / 南屏 晚钟)
6. Jesenji mjesec iznad mirnog mora (平湖秋月)
7. Leifeng pagoda u večernjem sjaju (雷 峰 夕照)
8. Tri ribnjaka koja odražavaju mjesec (三潭印月, također motiv na kineskim novčanicama 1 yuena)
9. Topljenje snijega na slomljenom mostu (断桥 残雪 / 断桥 残雪)
10. Dvostruki vrhovi koji probijaju oblak (双峰 插 云 / 双峰 插 云)

- Zapadno jezero s juga
- Paviljon na jezeru
- Lotus u povjetarcu na zakrivljenom dvorištu
- "Ribnjak koji odražava mjesec"
- Leifeng pagoda
- Baochu pagoda
- Hram Qian King, Grmuša koja pjeva u vrbama
- Hram generala Yue Fei-ja (13. st.)
- Skulpture u špiljama samostana Lingyin (10. st.)
- Grobnica mitskog junaka Wu Songa

## Vanjske poveznice
- Zapadno jezero na službenim stranicama grada Hangzhoua (engl.)